# Catamecia connectens
Catamecia connectens là một loài bướm đêm trong họ Noctuidae.